# Lexidata
LexiData ist ein Wissens- und Lernspiel aus den 1970er Jahren und wird auch als Spiel-Lerncomputer bezeichnet. In französischsprachigen Ländern (Frankreich, Kanada, Schweiz) ist es heute noch verfügbar.

## Versionen
In Deutschland gab es zwei unterschiedliche Versionen, welche zeitgleich auf dem Markt waren. Die Versionen unterschieden sich sowohl in der Verpackung als auch in der Ausstattung und der Fragebögen. 
- Lexidata in Gelb mit Lexi in der linken oberen Ecke, in einer quadratischen Verpackung
- Lexidata in Grau, in einer rechteckigen Verpackung

## Regeln
Es gibt eine Vielzahl von Themenblättern. Auf jedem Blatt gibt es zwölf Fragen und es gibt jeweils drei mögliche Antworten (dargestellt durch Punkte).
Auf jedem Blatt ist eine Gruppennummer und eine Seriennummer angegeben. Diese stellt man zunächst auf dem Gerät ein. Dann beantwortet man die Fragen nacheinander und stellt für jede Antwort einen Schieber auf 1, 2 oder 3 ein. Sind alle 12 Fragen richtig beantwortet, ertönt eine Glocke und je nach Version springt aus der linken oberen Ecke auch noch eine kleine Figur namens Lexi. Automatisch ist danach die nächste Gruppe eingestellt, so dass man direkt mit dem nächsten Aufgabenblatt weitermachen kann.